# Золотой лёд 2: В погоне за золотом
«Золотой лёд 2: В погоне за золотом» (англ. The Cutting Edge: Going for the Gold, рабочее название Золотой лёд 2) — американская романтическая драма 2006 года, продолжение фильма «Золотой лёд».

## Сюжет
Джеки Дорси, дочь олимпийских чемпионов Альбервиля Дага Дорси и Кейт Мосли (героев предыдущего фильма), идёт по стопам родителей, намереваясь стать Олимпийской Чемпионкой в женском одиночном фигурном катании. Однако серьёзная травма рушит её планы. После месяцев восстановительных тренировок Джеки вновь готова кататься, однако она не в силах угнаться за растущими требованиями к одиночницам. Её родители отправляют её в Лос-Анджелес, где она встречает Алекса Харрисона, занимающегося сёрфингом и катанием на роликовых коньках в рампе. Между ними возникает искра, однако узнав, кто она такая, Алекс порывает с ней.
Тем временем Джеки понимает, что при сложившихся обстоятельствах в парном катании у неё больше шансов на медали следующих Олимпийских игр. После нескольких неудачных просмотров перспективных партнёров она в отчаянии. Алекс, заметив её, обсуждающую на пресс-конференции поиск партнёра, прибыл на просмотр. Несмотря на отсутствие опыта и малое время тренировок, он показывает естественный талант, хотя Алекс считает его ленивым и ненадёжным.
Отношения между партнёрами развиваются в дружбу и командную работу. Но перед Национальными Отборочными Соревнованиями (Чемпионат США) появляется бывшая девушка Алекса, Хайди Клеменс, что ставит под угрозу существование пары. После соревнований Алекс уходит. Джеки уговаривает его вернуться на Олимпиаду, но узнаёт о помолвке Алекса и Хайди. Ребята усердно тренируются перед Олимпиадой, но в Турине Хайди при встрече обмолвилась, что после закрытия Игр они с Алексом поженятся, и он повесит коньки на гвоздь. Это порождает охлаждение отношений между Алексом и Джеки, в результате чего они откатывают короткую программу без особых эмоций и оказываются на четвёртом месте.
Затем, впрочем, Джеки открывает своё сердце отцу и говорит, что всё ещё любит Алекса. Даг уговаривает её поговорить с ним. Джеки идёт в комнату Алекса и говорит всё тому, кто там был. Но это оказывается Хайди, которая после признания выставляет Джеки за дверь. Когда Алекс узнаёт об этом и о том, что Джеки решила уехать, он идёт за ней, даже несмотря на угрозу Хайди уйти — ему нужна Джеки.
Джеки поначалу отказывается говорить с ним, но после начала программы Алекс говорит ей, что влюблён в неё и хочет быть с ней до конца жизни. Поизвольная программа получается безупречной, а выполненный в конце элемент, который никто ранее не видел, приносит им победу и Олимпийское Золото. В конце фильма Алекс и Джеки целуются.

## В ролях
| Актёр                 | Роль                                                                                  |
| --------------------- | ------------------------------------------------------------------------------------- |
| Кристи Карлсон Романо | Джеки Дорси , фигуристка                                                              |
| Росс Томас            | Алекс Харрисон , спидскейтер/серфер, позднее партнёр Джеки                            |
| Стефани Крамер        | Кейт Мосли-Дорси , бывшая фигуристка, мать и тренер Джеки, героиня предыдущего фильма |
| Скотт Томпсон Бейкер  | Даг Дорси , бывший хоккеист и фигурист, отец и тренер Джеки, герой предыдущего фильма |
| Ким Киндрик           | Хайди Клеменс , бывшая девушка Алекса, соперница Джеки                                |
| Оксана Баюл           | камео (в роли себя, комментатор на Олимпийских играх в Турине)                        |
| Шон Макнамара         | гость, ожидающий машину носит оранжевую футболку в сцене, где герои целуются          |
| Майкл Кулува          | фигурист, пытавшийся стать партнёром Джеки                                            |
| Том Дуган             | хирург                                                                                |

## Отзывы
На сайте Rotten Tomatoes фильм набрал рейтинг в 71 %, основанный на одном обзоре.

## Таймлайн серии
В линии сюжета, связывающей фильм с предшествующей картиной, есть нестыковки: если действие первого фильма происходит в 1988-92 годах, а второй привязан к Олимпийским Играм в Турине, прошедшим в 2006 году, то Джеки, которую играла тогда ещё 21-летняя Кристи Романо, должно было быть не более 14 лет. К тому же Стефани Крамер в интервью, включённом в DVD-издание первого фильма, подтвердила, что действие второго фильма происходит более чем через 20 лет после событий первого, что было бы правдой, если бы события первого фильма проходили в 1984 году.